# Jüdischer Friedhof (Storndorf)

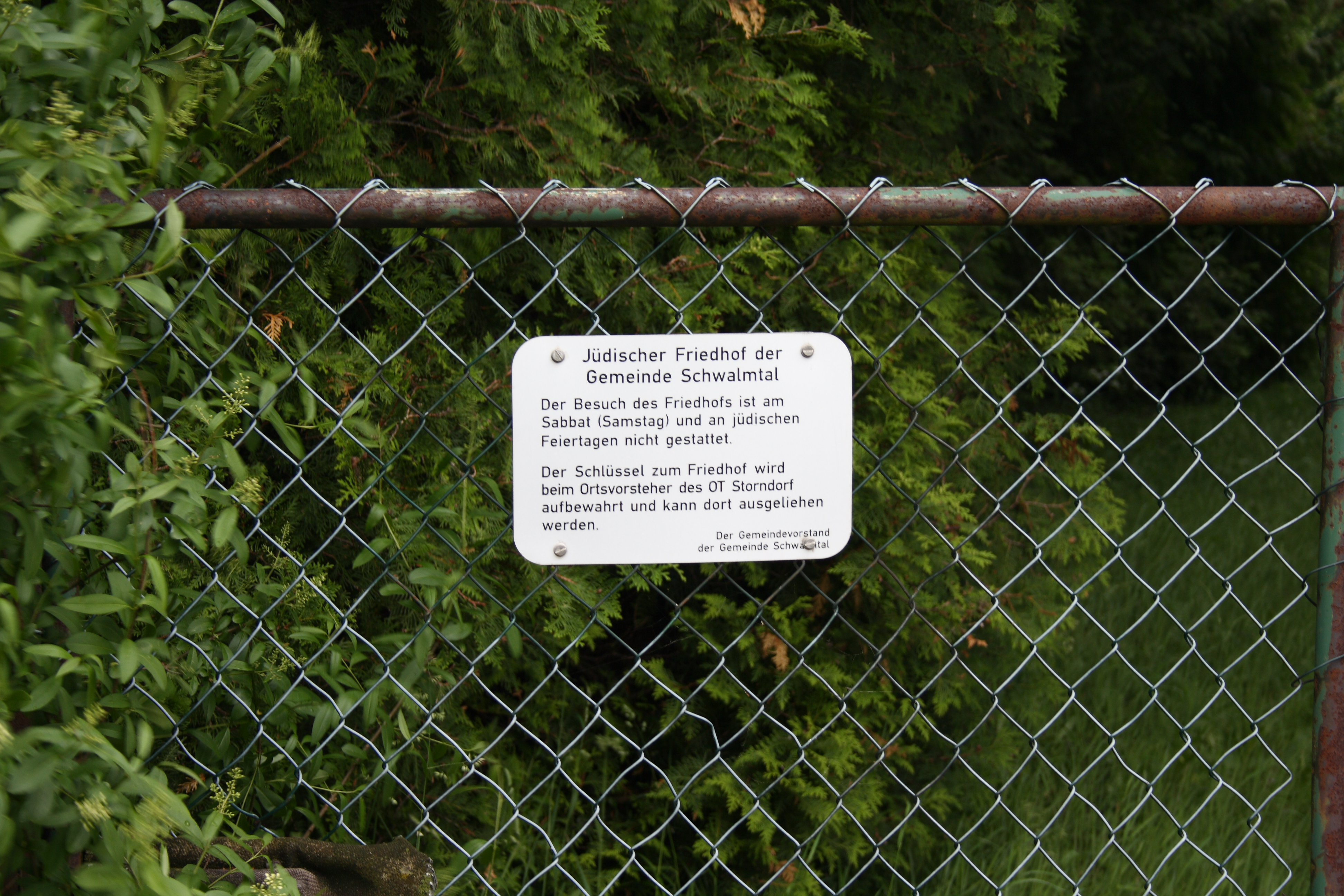
Eingang zum jüdischen Friedhof in Storndorf

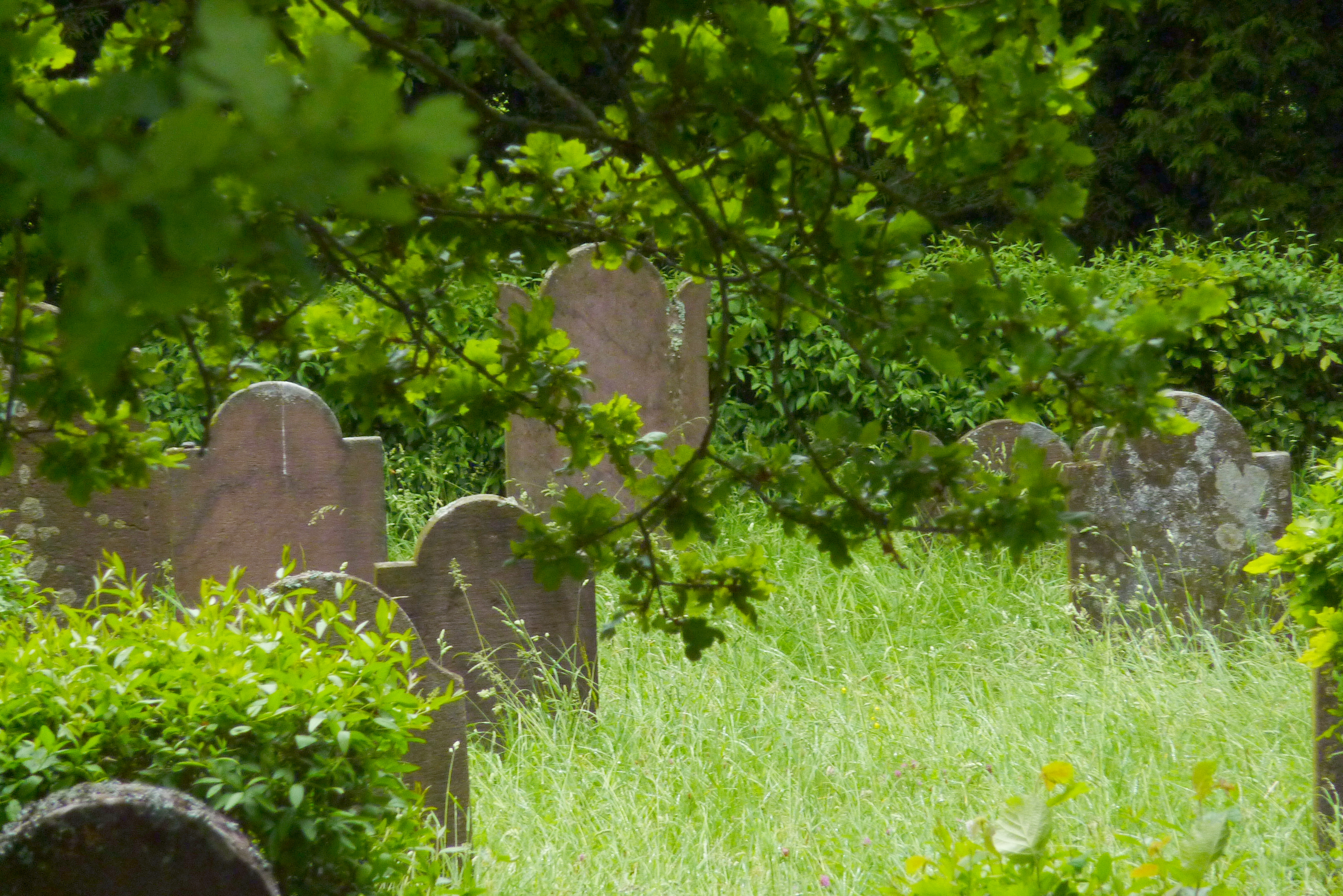
Grabsteine

Der Jüdische Friedhof in Storndorf, einem Ortsteil von Schwalmtal im Vogelsbergkreis in Hessen, wurde in der zweiten Hälfte des 18. Jahrhunderts errichtet. Der jüdische Friedhof, an der Straße nach Meiches, ist ein geschütztes Kulturdenkmal.

## Geschichte
Der Friedhof wird 1800 erstmals als „Judengarten“ erwähnt. Er hat eine Fläche von 39,64 ar. Von den über 100 Grabstellen sind etwa 100 Grabsteine erhalten. Der jüngste lesbare Grabstein stammt aus dem Jahr 1934.